# Marcelo Campo
Marcelo Campo (Quilmes, 1º luglio 1957 – Uruguay, 26 giugno 2021) è stato un rugbista a 15 argentino.

## Biografia
Proveniente dagli Old Georgians di Quilmes (provincia di Buenos Aires), con tale club conobbe anche la ribalta internazionale: la prima volta che vestì la maglia dell'Argentina fu in un incontro che vide i Pumas contrapposti a un XV inglese a Twickenham, anche se la circostanza non ebbe la formalizzazione di test match, che giunse invece al secondo incontro, a Rovigo contro l'Italia, il 24 ottobre 1978: tuttavia quel match londinese, finito 13-13, vide proprio Campo andare in meta in maniera spettacolare; l'evento è tutt'oggi ricordato, in quanto fu la prima volta che una selezione nazionale argentina incontrava un'analoga inglese, per giunta sul loro terreno.
Benché non aventi valore di test, Campo disputò altri importanti incontri internazionali, due contro un XV della Nuova Zelanda (nel 1979) e altrettanti contro una selezione internazionale (1980 e 1983) che vedeva schierati giocatori di rilievo come Jacques Fouroux, Jean-Pierre Rives, David Campese e Pierre Berbizier.
Nel frattempo passato al Pueyrredón di Boulogne Sur Mer, nella provincia di Buenos Aires, a causa dello scioglimento dell'Old Georgians nel 1979, Campo vinse anche un campionato sudamericano (1987) e fu convocato per la Coppa del Mondo di rugby 1987, nel corso della quale disputò un solo incontro, peraltro l'ultimo della sua carriera internazionale, contro la Nuova Zelanda.
Dopo il ritiro insegnò rugby al St. George's College di Quilmes, la scuola dalla quale provenivano gli Old Georgians.
Campo è morto nel 2021 per un infarto.

## Palmarès
- Campionati sudamericani: 1
Argentina: 1987